# Djouna
 Djouna è un comune del Ciad situato nel dipartimento di Mourdi, provincia di Ennedi Est